# Campionato sudamericano maschile di pallacanestro 1968
Il 22º Campionato dell'America Meridionale Maschile di Pallacanestro (noto anche come FIBA South American Championship 1968) si è svolto dal 27 aprile al 12 maggio 1968 ad Asunción in Paraguay. Il torneo è stato vinto dalla nazionale brasiliana.
I FIBA South American Championship sono una manifestazione contesa dalle squadre nazionali dell'America meridionale, organizzata dalla CONSUBASQUET (Confederazione America Meridionale), nell'ambito della FIBA Americas.

## Squadre partecipanti
- Argentina
- Brasile
- Cile
- Colombia
- Ecuador
- Paraguay
- Perù
- Uruguay

## Classifica finale
| Pos | Squadra   | V-P |
| --- | --------- | --- |
|     | Brasile   | 6-1 |
|     | Uruguay   | 5-2 |
|     | Perù      | 5-2 |
| 4   | Paraguay  | 4-3 |
| 5   | Argentina | 4-3 |
| 6   | Cile      | 3-4 |
| 7   | Colombia  | 1-6 |
| 8   | Ecuador   | 0-7 |